# 안산시의 향토유적
안산시의 향토유적은 다음 각호에 해당하는 것을 말한다.
1. 문화재보호법 및 건조물법에 의거 문화재 및 건조물로 지정되지 아니한 것으로서 향토의 역사, 예술상 가치가 있는 것과 이에 준하는 고고자료
2. 향토문화재로서 보존가치가 있을 것으로 기대되는 유적
3. 향토문화, 토속, 풍속을 연구하는데 필요한 자료

## 지정 목록
| 번호 | 그림 | 명칭                                                    | 소재지                                         | 소유자 (관리자) | 지정·해제일자                                                              | 비고                             |
| ---- | ---- | ------------------------------------------------------- | ---------------------------------------------- | --------------- | -------------------------------------------------------------------------- | -------------------------------- |
| 1호  |      | 잿머리성황당                                            | 안산시 단원구 성곡동 산76                      |                 | 1991년 11월 2일 지정                                                       | 보관됨 2015-04-25 - 웨이백 머신  |
| 2호  |      | 선부동 지석묘군                                         | 안산시 단원구 선부동 산27                      |                 | 1991년 11월 2일 지정                                                       | [ 깨진 링크 ( 과거 내용 찾기 ) ] |
| 3호  |      | 강징선생묘 및 신도비                                    | 안산시 상록구 양상동 산16-3                    |                 | 1991년 11월 2일 지정                                                       | [ 깨진 링크 ( 과거 내용 찾기 ) ] |
| 4호  |      | 김여물 장군묘                                           | 안산시 단원구 와동 141번지                     |                 | 1991년 11월 2일 지정                                                       | [ 깨진 링크 ( 과거 내용 찾기 ) ] |
| 5호  |      | 신점선생묘                                              | 안산시 단원구 신길동 산9-2                     |                 | 1991년 11월 2일 지정                                                       | [ 깨진 링크 ( 과거 내용 찾기 ) ] |
| 6호  |      | 홍명원선생묘 및 묘갈                                    | 안산시 단원구 성곡동 산78                      |                 | 1991년 11월 2일 지정                                                       | [ 깨진 링크 ( 과거 내용 찾기 ) ] |
| 7호  |      | 최정걸장군묘                                            | 안산시 상록구 사동 산92-7                      |                 | 1991년 11월 2일 지정                                                       | [ 깨진 링크 ( 과거 내용 찾기 ) ] |
| 8호  |      | 김류선생영정                                            | 안산시 상록구 사동 1510                        |                 | 1991년 11월 2일 지정                                                       | [ 깨진 링크 ( 과거 내용 찾기 ) ] |
| 9호  |      | 정언벽선생묘 및 묘갈                                    | 안산시 상록구 양상동 산7                       |                 | 1991년 11월 2일 지정                                                       | [ 깨진 링크 ( 과거 내용 찾기 ) ] |
| 10호 |      | 최혼 선생묘                                             | 안산시 상록구 사동 83-8                        |                 | 1991년 11월 2일 지정                                                       | [ 깨진 링크 ( 과거 내용 찾기 ) ] |
| 11호 |      | 이인현 선생묘                                           | 안산시 단원구 고잔동 산87-3                    |                 | 1991년 11월 2일 지정                                                       | [ 깨진 링크 ( 과거 내용 찾기 ) ] |
| 12호 |      | 유석선생묘 및 신도비                                    | 안산시 상록구 부곡동 산5-1                     |                 | 1991년 11월 2일 지정                                                       | [ 깨진 링크 ( 과거 내용 찾기 ) ] |
| 13호 |      | 홍처윤선생묘 및 묘갈                                    | 안산시 단원구 선부동 112-2                     |                 | 1991년 11월 2일 지정                                                       | [ 깨진 링크 ( 과거 내용 찾기 ) ] |
| 14호 |      | 정정옹주묘                                              | 안산시 상록구 부곡동 산50-40                   |                 | 1991년 11월 2일 지정                                                       | [ 깨진 링크 ( 과거 내용 찾기 ) ] |
| 15호 |      | 윤강선생묘 및 신도비                                    | 안산시 단원구 선부동 산17-2                    |                 | 1991년 11월 2일 지정                                                       | [ 깨진 링크 ( 과거 내용 찾기 ) ] |
| 16호 |      | 부계팔경도 (釜溪八景圖)                                 | 안산시 상록구 성호로 131 (성호기념관)          |                 | 1991년 11월 2일 지정, 2014년 6월 13일 해제, 경기 문화재자료 제174호로 승격 | [ 깨진 링크 ( 과거 내용 찾기 ) ] |
| 17호 |      | 부계전도 (釜溪全圖)                                     | 안산시 단원구 성호로 131 (성호기념관)          |                 | 1991년 11월 2일 지정, 2014년 6월 13일 해제, 경기 문화재자료 제175호로 승격 | [ 깨진 링크 ( 과거 내용 찾기 ) ] |
| 18호 |      | 최용신 선생묘                                           | 안산시 상록구 본오동 879-4                     |                 | 1991년 11월 2일 지정                                                       | [ 깨진 링크 ( 과거 내용 찾기 ) ] |
| 19호 |      | 홍정희 효자문                                           | 안산시 단원구 대부남동 798-1                   |                 | 1991년 11월 2일 지정                                                       | [ 깨진 링크 ( 과거 내용 찾기 ) ] |
| 20호 |      | 자선비                                                  | 안산시 단원구 대부남동 1066-133                |                 | 1991년 11월 2일 지정                                                       | [ 깨진 링크 ( 과거 내용 찾기 ) ] |
| 21호 |      | 이경희선생묘                                            | 안산시 단원구 신길동 산813-1                   |                 | 2004년 6월 4일 지정                                                        | [ 깨진 링크 ( 과거 내용 찾기 ) ] |
| 22호 |      | 팔곡당산 산신당 및 산신제                               | 안산시 상록구 팔곡일동 산43                    |                 | 2011년 10월 21일 지정                                                      | [ 깨진 링크 ( 과거 내용 찾기 ) ] |
| 23호 |      | 박거겸 장군묘                                           | 안산시 단원구 화정동 산107                     |                 | 2011년 10월 21일 지정                                                      | [ 깨진 링크 ( 과거 내용 찾기 ) ] |
| 24호 |      | 안산김씨 사재감정공파 묘역 (安山金氏 司宰鑑正公派 墓域) | 안산시 단원구 선부동 산56-1,산74 / 와동 산58-2 |                 | 2014년 3월 19일 지정                                                       | [ 깨진 링크 ( 과거 내용 찾기 ) ] |
| 25호 |      | 김양택 선생묘 (金陽澤先生墓)                            | 안산시 상록구 건건동 산40-22                   |                 | 2014년 4월 19일 지정                                                       | [ 깨진 링크 ( 과거 내용 찾기 ) ] |
| 26호 |      | 신길동 선사유적지 (新吉洞 先史遺蹟地)                   | 안산시 단원구 신길동 1536                      |                 | 2016년 11월 28일 지정                                                      | [ 깨진 링크 ( 과거 내용 찾기 ) ] |
| 27호 |      | 안산향교지 (安山鄕校址)                                 | 안산시 상록구 수암동 352                       |                 | 2016년 11월 28일 지정                                                      | [ 깨진 링크 ( 과거 내용 찾기 ) ] |
| 28호 |      | 안산군 여단지 (安山郡 厲壇址)                           | 안산시 상록구 수암동 산1-6                     |                 | 2016년 11월 28일 지정                                                      | [ 깨진 링크 ( 과거 내용 찾기 ) ] |
| 29호 |      | 김류 선생 묘역 (金瑬 先生 墓域)                         | 안산시 단원구 와동 산13-3                      |                 | 2016년 11월 28일 지정                                                      | [ 깨진 링크 ( 과거 내용 찾기 ) ] |
| 30호 |      | 둔배미놀이                                              | 안산시 상록구 사동 1586-1                      |                 | 2016년 11월 28일 지정                                                      | [ 깨진 링크 ( 과거 내용 찾기 ) ] |
| 31호 |      | 와리풍물놀이                                            | 안산시 상록구 사동 1586-1                      |                 | 2016년 11월 28일 지정                                                      | [ 깨진 링크 ( 과거 내용 찾기 ) ] |
| 32호 |      | 경성당                                                  | 안산시 상록구 만수동천길 29                    |                 | 2017년 9월 21일 지정                                                       | [ 깨진 링크 ( 과거 내용 찾기 ) ] |

## 참고 문헌
- 안산시 홈페이지 - 고시/공고[깨진 링크(과거 내용 찾기)]